# Lukas Mathies
Lukas Mathies, né le 15 mars 1991 à Schruns, est un snowboardeur autrichien spécialisé dans les épreuves de slalom parallèle et de slalom géant parallèle. 

## Palmarès

### Championnats du monde
| Édition/Discipline | Slalom parallèle | Slalom géant parallèle |
| Mondiaux 2013      | 16e              | 28e                    |

### Coupe du monde
- 1 gros globe de cristal :
  - Vainqueur du classement parallèle en 2014.
- 1 petit globe de cristal :
  - Vainqueur du classement slalom géant parallèle en 2014.
- Meilleur classement en slalom parallèle : 3e en 2014.
- 7 podiums dont 2 victoires.

### Championnats du monde juniors
- Médaille d'or du slalom parallèle en 2011 à Valmalenco
- Médaille d'argent du slalom géant parallèle en 2011 à Valmalenco
- Médaille d'argent du slalom géant parallèle en 2008 à Valmalenco